# Leitrim, Leitrim
Leitrim (iriska: Liatroim) är en ort i Leitrim på Irland. År 2002 hade ortens område totalt 618 invånare.
Leitrim har en järnvägsstation, som idag inte används, på linjen mellan Cavan och Leitrim.